# James Finn
James Finn  (* 6. Dezember 1956 in Brooklyn, New York City)  ist ein US-amerikanischer Tenorsaxophonist des Creative Jazz.
James Finn spielte zunächst in verschiedenen lokalen R&B und Funk-Bands. Ein früher Mentor war der Saxophonist J. R. Monterose; Finn hatte dann Unterricht bei Roland Hanna, Benny Golson, Jimmy Heath und Andrew Cyrille. Finns Hauptinteresse wurde dann der Free Jazz und die Jazz-Aufnahmen John Coltranes nach 1965. In New York lernte Finn dann den Pianisten John Esposito und den Multiinstrumentalisten Arthur Rhames kennen, mit denen er eine Weile zusammenarbeitete. Später spielte er u. a. in den Bands von Roland Hanna und Roy Campbell.
Erst relativ spät hatte Finn Gelegenheit, Aufnahmen unter eigenem Namen einzuspielen; 2003 nahm er für Cadence Jazz Records das Trio-Album  Opening the Gates auf, an dem Dominic Duval und Whit Dickey mitwirkten. Ihm folgten das im Dezember 2003 aufgenommene Album Plaza de Toros (auf Clean Feed) und Faith in a Seed  (auf CIMP, 2004);  Schlagzeuger war hier Warren Smith. Auf seinem eigenen Label Gingko Leaf veröffentlichte Finn eine Reihe von Konzert-Mitschnitten (The Last Matador, Into the Afterworld, Life at the Via Della Pace, Inside Eye und In Stravinsky’s House).
Seine Aufnahmen sind nach Ansicht von Steven Loewy im Allmusic von Archie Shepp und Albert Ayler beeinflusst.